# Grünbach (Horní Rakousy)
Grünbach je obec v rakouské spolkové zemi Horní Rakousy, v okrese Freistadt.
K 1. lednu 2013 zde žilo 1 883 obyvatel.